# Edward Holden (1er baronnet)
Edward Hopkinson Holden, 1er baronnet (11 mai 1848-23 juillet 1919) est un banquier britannique et un homme politique libéral, surtout connu pour son rôle dans le développement de la Midland Bank qui devient la plus grande banque du monde.

## Famille
Il est né à Bull's Head, Tottington, Lancashire et est le fils aîné d'Henry Holden et d'Ann Hopkinson. Il fait ses études à l'école primaire méthodiste de Summerseat.
Après avoir travaillé comme commis dans des entreprises locales, il entre dans la banque en 1866 comme apprenti à la succursale de Bolton de la Manchester and County Bank. En même temps, il poursuit ses études en suivant des cours du soir au Owen's College de Manchester, étudiant l'économie politique, la logique et le droit,.
En 1877, il épouse Annie Cassie d'Aberdeen et ils ont trois enfants,. Ils habitent à The Grange, Thorpe, près de Chertsey, Surrey. Sa femme est décédée en 1905.

## Carrière bancaire
En 1881, il devient comptable à la Birmingham and Midland Bank, et en 1883, il est promu secrétaire. Il participe à l'expansion de la banque, car elle a absorbé un grand nombre de banques dans le centre et le nord de l'Angleterre. Il continue à être promu: sous-directeur en 1887, directeur en 1890 et directeur général adjoint en 1891. En 1898, il négocie personnellement la fusion avec la City Bank, basée à Londres, et devait être directeur général de la London, City and Midland Bank qui en résulta jusqu'à sa mort. Il est également nommé président de la Midland Bank rebaptisée en 1908 et poursuit la politique d'expansion et d'acquisition. En 1918, avec des dépôts de 335 millions de livres sterling, elle se classe comme la plus grande banque du monde.

## Carrière politique
En 1906, Holden est élu député libéral de Heywood, Lancashire. En 1908, il est évoqué pour le poste de chancelier de l'Échiquier pour succéder à Herbert Henry Asquith, mais le poste est donné à David Lloyd George, à la suite de sa menace de démissionner du cabinet. Holden ne se représente pas aux élections générales de 1910.
En 1909 Holden est créé baronnet, de la Grange dans le comté de Surrey. Il décline l'offre d'une pairie à deux reprises.
Malgré sa retraite de la politique parlementaire, Holden reste un conseiller économique du gouvernement. Il fait partie d'une commission envoyée à New York en 1915 pour aider à stabiliser les taux de change et aide à lever un prêt négocié par la Commission financière anglo-française en 1915,.
Holden contracte une maladie cardiaque au cours de sa dernière année et est décédé subitement au Duff House Sanatorium à Banff, Banffshire (maintenant Aberdeenshire) de thrombose cérébrale et d'insuffisance cardiaque,.